# Нуралы, Бакдаулет Максатулы
Бакдаулет Максатулы Нуралы (каз. Бақдәулет  Мақсатұлы Нұралы; род. 6 февраля 2007, Казахстан) — казахстанский футболист, нападающий клуба «Ордабасы».

## Клубная карьера
Воспитанник шымкентского футбола. Футбольную карьеру начинал в 2024 году в составе клуба «Ордабасы М» во второй лиге. 23 апреля 2024 года в матче против клуба «KazAST» (1:0) дебютировал во второй лиге Казахстана, выйдя на замену на 46-й минуте вместо Нурлыбека Аргынбая. 30 апреля 2024 года в матче против клуба «Талас» (5:0) забил дебютный мяч во второй лиге Казахстана. 5 апреля 2025 года в матче против клуба «Астана» дебютировал в казахстанской Премьер-лиге (1:2), выйдя на замену на 86-й минуте вместо Луки Имнадзе.

## Карьера в сборной
24 мая 2023 года дебютировал за сборную Казахстана до 16 лет в матче против сборной России до 16 лет (0:5). 26 мая 2023 года в матче против сборной Кыргызстана до 16 лет (4:1) отметился дублем за сборную Казахстана до 16 лет. 21 октября 2023 года дебютировал за сборную Казахстана до 17 лет в матче против сборной Турции до 17 лет (0:0).

## Статистика
| Клуб             | Сезон            | Лига | Лига | Кубки | Кубки | Еврокубки | Еврокубки | Итого | Итого |
| Клуб             | Сезон            | Игры | Голы | Игры  | Голы  | Игры      | Голы      | Игры  | Голы  |
| ---------------- | ---------------- | ---- | ---- | ----- | ----- | --------- | --------- | ----- | ----- |
| Ордабасы         | 2025             | 1    | 0    | —     | —     | —         | —         | 1     | 0     |
| Ордабасы         | Итого            | 1    | 0    | —     | —     | —         | —         | 1     | 0     |
| → Ордабасы М     | 2024             | 6    | 1    | —     | —     | —         | —         | 6     | 1     |
| → Ордабасы М     | 2025             | 1    | 0    | —     | —     | —         | —         | 1     | 0     |
| → Ордабасы М     | Итого            | 7    | 1    | —     | —     | —         | —         | 7     | 1     |
| Всего за карьеру | Всего за карьеру | 8    | 1    | —     | —     | —         | —         | 8     | 1     |